# Al gran sole carico d'amore

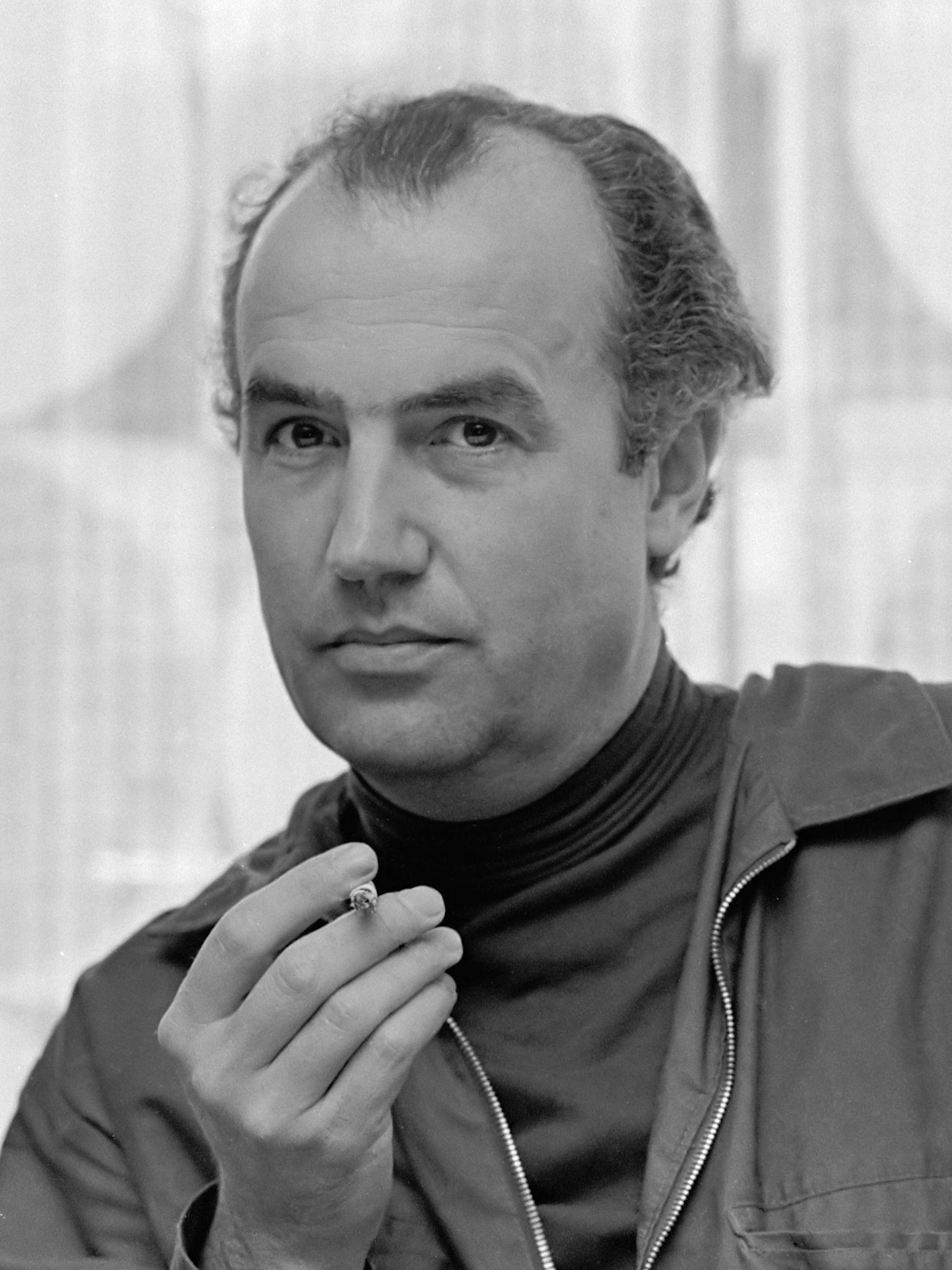
Luigi Nono

Al gran sole carico d'amore ("I den omättliga kärlekens lysande sol") är en opera (Azione scenica) i två delar av Luigi Nono och text av Jurij Ljubimov. Titeln är en versrad ur Arthur Rimbauds dikt "Les Mains de Jeanne-Marie". Verket tillägnades dirigenten Claudio Abbado och pianisten Maurizio Pollini och uruppfördes 4 april 1975 på Teatro Lirico i Milano under musikaliska ledning av Claudio Abbado. En andra reviderad version hade premiär 26 juni 1978 på Städtische Bühnen i Frankfurt am Main under ledning av Giuseppe Sinopoli.

## Om verket
Även vid uruppförandet av denna opera fruktade man en skandal såsom hade skett vid premiären 1961 av Intolleranza 1960, men den uteblev. Istället möttes föreställningen av samfällt jubel. Nono hade lyckats med ett mirakel: från Sovjetunionen hade han låtit hämta Jurij Ljubimov, ledaren för den legendariska Tagankateatern i Moskva. Nono och Ljubimov belyste de revolutionära förkämpar som tystats ned av den officiella historieskrivningen: kvinnorna, som användes och utnyttjades av såväl motståndarna som de egna revolutionskamraterna. Det finns inga genomgående karaktärer. Vi möter historiska personer, såsom Louise Michel eller Tamara Bunke, och litterära gestalter såsom modern ur Maxim Gorkijs roman En moder respektive Bertolt Brechts skådespel Mor Courage och hennes barn eller Deola ur en berättelse av Cesare Pavese. 
Det sker en ständig växling mellan liten och stor kör och solisterna, där fyra sopraner, en alt och en tenor har en framträdande plats. De sjunger och agerar live på scenen, men deras röster återspeglas på ljudband via högtalare, de möter sig själva flera gånger i de olika språken, episoderna, tidsepokerna och rummen, och blir så att säga "andliga gengångare", aktörer i en ännu levande historia.

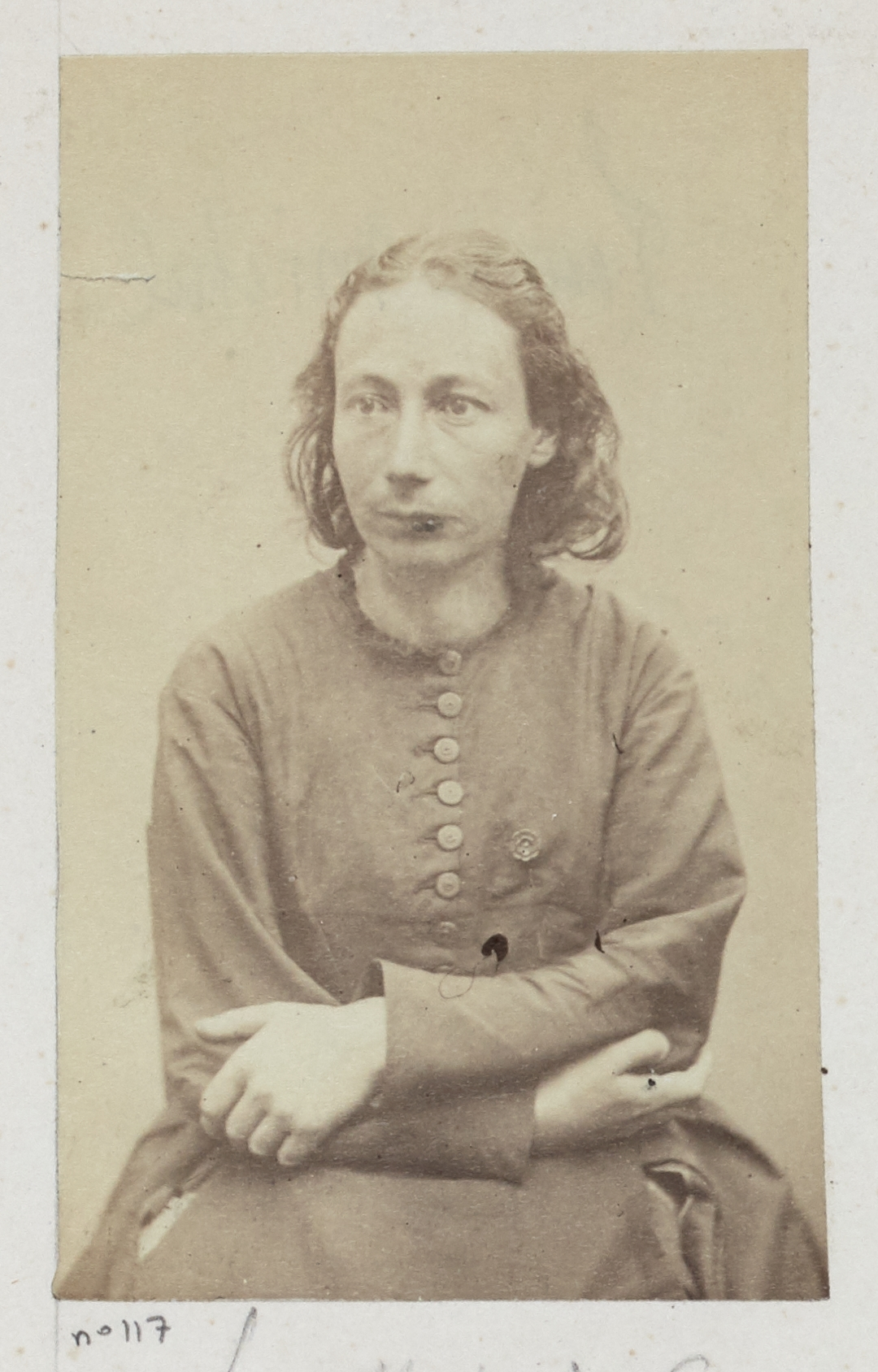
Louise Michel
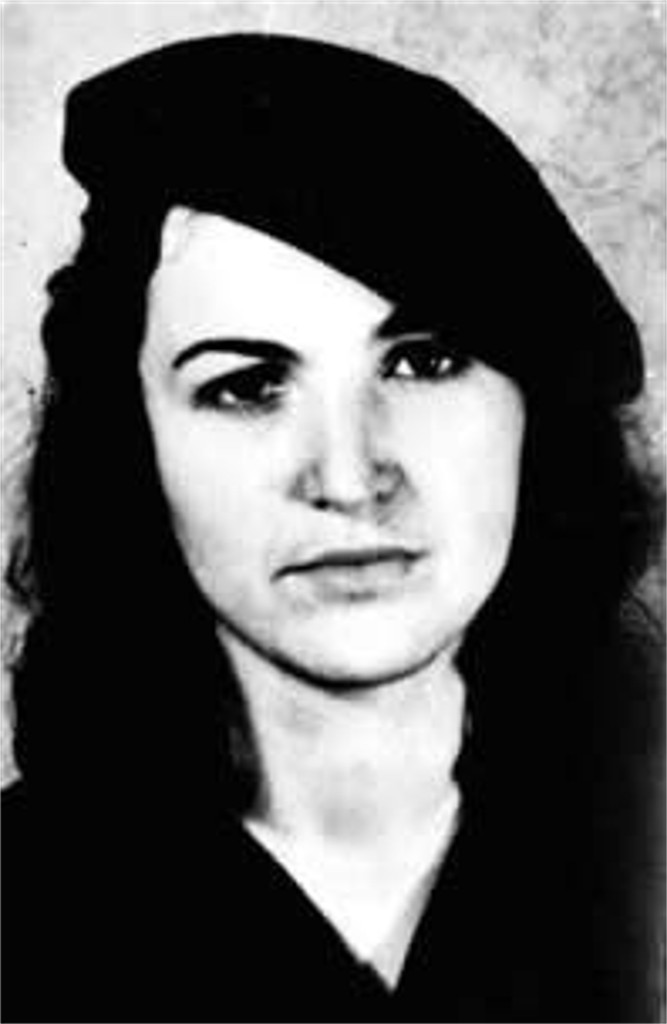
Tamara Bunke

## Handling
Tid och plats: Pariskommunen 1871, ryska revolutionen 1905 och 1917, latinamerikanske befrielseförsök under 1950- och 1960-talet.
Den parisiska lärarinnan och kommunarden Louise Michel möter Che Guevaras stridskamrat, Tamara Bunke; solidariska förbindelser utvecklas till den ryska revolutionens "moder" (Gorkij/Brecht) och till den hängivna älskade Deola (Pavese). De konfronteras alla med våld, drivs till motvåld, försöker stå emot och går slutligen under i våldets kretslopp.